# Anna Hertel
Anna Hertel (ur. 27 października 2000 w Warszawie) – polska tenisistka, medalistka mistrzostw kraju.

## Kariera tenisowa
W karierze wygrała sześć turniejów deblowych rangi ITF. 22 lipca 2024 zajmowała najwyższe miejsce w rankingu singlowym WTA Tour – 691. pozycję, natomiast 2 sierpnia 2021 osiągnęła najwyższą lokatę w deblu – 285. miejsce.
W 2017 roku została mistrzynią Polski juniorów w grze pojedynczej. W finale zawodów pokonała Julię Oczachowską 7:5, 6:2. W 2019 roku Oczachowska zrewanżowała się Hertel w finale halowych mistrzostw kraju. Podczas tego turnieju została triumfatorką rozgrywek w grze podwójnej, razem z Anastasiją Szoszyną pokonując w meczu mistrzowskim 6:1, 6:3 duet Zuzanna Szczepańska–Aleksandra Wierzbowska.
W 2019 roku rozpoczęła studia na Uniwersytecie Georgii i dołączyła do uczelnianej drużyny akademickiej.

## Finały turniejów ITF
| turnieje z pulą nagród 100 000 $ (W100) |
| turnieje z pulą nagród 80 000 $ (W80)   |
| turnieje z pulą nagród 60 000 $ (W75)   |
| turnieje z pulą nagród 40 000 $ (W50)   |
| turnieje z pulą nagród 25 000 $ (W35)   |
| turnieje z pulą nagród 15 000 $ (W15)   |

### Gra pojedyncza 2 (0–2)
| Rezultat   |    | Data       | Turniej       | ($)    | Naw.    | Przeciwniczka         | Wynik            |
| Finalistka | 1. | 18/11/2018 | Heraklion     | 15 000 | Ceglana | Oleksandra Oliynykova | 6:7(3), 6:7(4)   |
| Finalistka | 2. | 05/06/2022 | Čatež ob Savi | 15 000 | Ceglana | Vivian Wolff          | 2:6, 7:6(0), 4:6 |

### Gra podwójna 12 (6–6)
| Rezultat          |    | Data       | Turniej           | ($)    | Naw.    | Partnerka           | Przeciwniczki                           | Wynik                             |
| Zwyciężczyni      | 1. | 21/09/2018 | Szymkent          | 15 000 | Ceglana | Kamilla Rachimowa   | Uljana Ajzatulina Anna Jakowlewa        | 6:0, 7:6(0)                       |
| Finalistka        | 1. | 03/11/2018 | Heraklion         | 15 000 | Ceglana | Xenia Knoll         | Oana Gavrilă Maya Tahan                 | 3:6, 6:1, 3–10                    |
| Zwyciężczyni      | 2. | 08/02/2019 | Palma Nova        | 15 000 | Ceglana | Joanna Garland      | Luniuska Delgado Daniella Miedwiediewa  | 7:5, 6:0                          |
| Zwyciężczyni      | 3. | 03/08/2019 | Kozerki           | 25 000 | Ceglana | Anastasija Szoszyna | Ulrikke Eikeri Izabełła Szinikowa       | 6:7(6), 6:2, 10–4                 |
| Finalistka        | 2. | 28/09/2019 | Brno              | 25 000 | Ceglana | Vivien Juhászová    | Maryna Czernyszowa Chantal Škamlová     | 7:6(4), 4:6, 4–10                 |
| Finalistka        | 3. | 09/11/2019 | Malibu            | 25 000 | Twarda  | Lorraine Guillermo  | Dalma Gálfi Kimberley Zimmermann        | 6:7(5), 3:6                       |
| Finalistka        | 4. | 30/11/2019 | Monastyr          | 15 000 | Twarda  | Marie Mettraux      | Tamara Čurović Marija Tkaczewa          | 3:6, 6:0, 8–10                    |
| Zwyciężczyni      | 4. | 03/07/2021 | Wrocław           | 25 000 | Ceglana | Martyna Kubka       | Nuria Brancaccio İpek Öz                | 6:7(2), 6:3, 10–7                 |
| Nierozstrzygnięty | 5. | 12/11/2023 | Santo Domingo     | 25 000 | Twarda  | Olivia Lincer       | Hiroko Kuwata Rebeca Pereira            | nie został rozegrany przez pogodę |
| Zwyciężczyni      | 5. | 23/11/2024 | Alcalá de Henares | 15 000 | Twarda  | Katarina Jokić      | Celia Cerviño Ruiz Claudia Ferrer Pérez | 7:6(3), 6:4                       |
| Finalistka        | 6. | 22/03/2025 | Alaminos          | 15 000 | Ceglana | Marie Mettraux      | Jessica Bertoldo Gaia Squarcialupi      | 2:6, 6:4, 7–10                    |
| Zwyciężczyni      | 6. | 13/04/2025 | São Paulo         | 25 000 | Ceglana | Gergana Topałowa    | Camilla Bossi Camila Romero             | 5:7, 6:1, 10–6                    |